# Museum der Japanischen Immigration in Peru

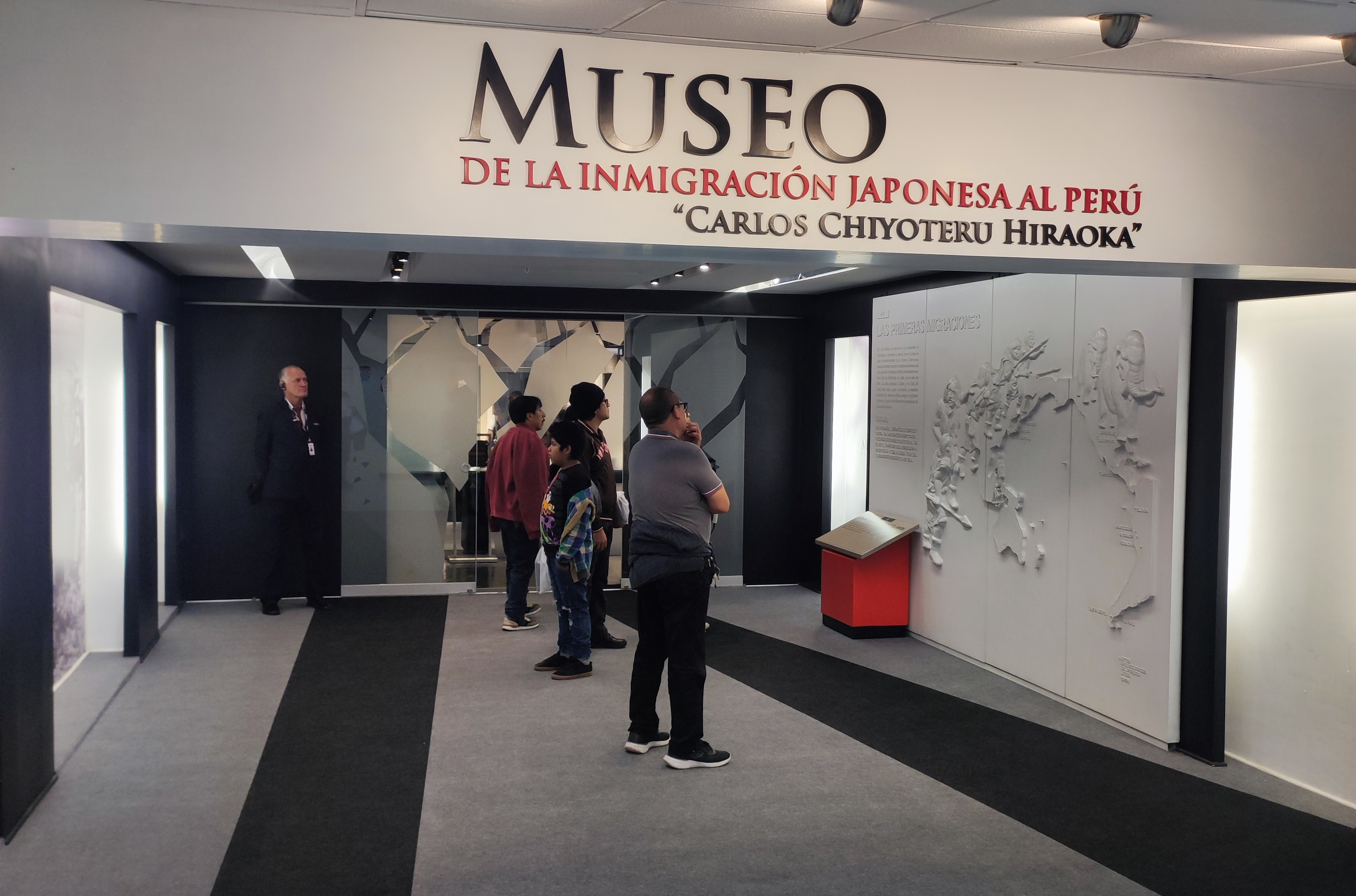
Museum der japanischen Einwanderung in Peru, 2023

Das Museum der Japanischen Immigration in Peru (Museo de la Inmigración Japonesa al Perú) in Lima beschreibt die Einwanderung von Migranten aus Japan nach Peru und wurde 1981 eingeweiht. Im Jahr 2003 erhielt das Museum den Namen Carlos Chiyoteru Hiraoka. Ausgestellt wird zur Geschichte der japanischen Immigration nach Peru, der japanischen Diaspora in Peru und zu Aspekten der japanisch-peruanischen Beziehungen.

## Weblink
- Offizielle Homepage der Asociación Peruano Japonesa